# George A. Kelly
George A. Kelly (1905 – 1967) va ser un psicòleg nord-americà, pioner de les teories cognoscitives d'acostament a la personalitat i creador de la Teoria dels constructes personals.
Va néixer en una granja de Perth, Kansas, en 1905. Fill únic en una família de presbiterans devots.
Va estudiar Batxillerat a Wichita, Kansas. Llicenciat en Arts en el Col·legi Park (1926), Magíster en Sociologia Educativa (Universitat de Kansas), Llicenciat en Educació (Universitat d'Edimburg, Escòcia), i finalment Doctor en Psicologia (1931, Universitat Estatal de Iowa) amb una tesi sobre incapacitats de la parla i de la lectura.

## Teoria
Kelly (1955) suggereix que ens percebem com a científics a causa que, en els nostres esforços per entendre el món, desenvolupem constructes que actuen com a hipòtesi. Va establir la seva teoria d'acostament a la personalitat sobre la base de l'alternativisme filosòfic, mitjançant un postulat fonamental i onze corol·laris.
"Els processos d'una persona són canalitzats en forma psicològica per les formes en què anticipa els esdeveniments"
1. Interpretació. "Una persona anticipa els esdeveniments interpretant les seves replicacions" (Interpretar= Explicar un esdeveniment).
2. Individualitat. "Les persones difereixen entre si en la seva interpretació dels esdeveniments". Dos individus no interpreten els esdeveniments d'una mateixa forma.
3. Organització. "Cada persona desenvolupa de manera característica, per la seva conveniència en l'anticipació dels esdeveniments, un sistema d'interpretació que abasta les relacions ordinals entre constructes".
4. Dicotomia. "El sistema d'interpretació d'una persona està compost d'un nombre finit de constructes dicotòmics". En realitzar una interpretació d'un esdeveniment no només es fa una afirmació respecte d'aquest, sinó que també s'indica que la qualitat oposada no és característica de l'esdeveniment.
5. Elecció. "Una persona tria per si mateixa l'alternativa en un constructe dicotomizat per la qual anticipa la major possibilitat per a extensió i definició del seu sistema".
6. Rang. "Un constructe és convenient només per a l'anticipació d'un rang finit d'esdeveniments". El constructe de 'alt contra baix' és útil per descriure persones, arbres o cavalls, però és gairebé inútil per entendre el clima.
7. Experiència. "El sistema d'interpretació d'una persona varia conforme interpreta de manera successiva la rèplica dels esdeveniments".
8. Modulació. "La variació en el sistema interpretatiu d'una persona és limitada per la permeabilitat dels constructes dins del rang dels quals de conveniència es troba la variant". El grau en què els constructes d'una persona poden ser adaptats o modulats depèn del marc de referència existent i l'organització del sistema d'interpretació. Els constructes són permeables, és a dir, estan oberts al canvi i a l'alteració, encara que alguns són més permeables que uns altres.
9. Fragmentació. "Una persona pot emprar amb èxit una varietat de subsistemes d'interpretació els quals són inferencialment incompatibles entre si".
10. Comunalitat. "En la mesura en què una persona empra una interpretació de l'experiència que és similar a la utilitzada per una altra, els seus processos psicològics són similars als de l'altre individu". Això no significa que les seves experiències siguin idèntiques.
11. Sociabilitat. "En la mesura en què una persona entén els processos d'interpretació d'una altra, pot exercir un paper en un procés social que impliqui a l'altre individu". La nostra capacitat per interactuar socialment amb altres persones implica l'enteniment d'una gamma àmplia dels seus constructes i conductes.
D'acord amb Kelly, els trastorns psicològics ocorren quan una persona s'aferra als constructes personals i continua usant-los malgrat el fet que l'experiència subseqüent no els validi. Aquest individu té dificultat per anticipar i predir esdeveniments i és incapaç d'aprendre de les experiències. La psicoteràpia, llavors, consisteix en un mètode de "reconstrucció" mitjançant l'ús de representacions de rols i teràpia de rol fix, entre d'altres.
Malgrat que el mateix Kelly no va voler catalogar la seva teoria com cognoscitiva, va ser el primer a emfatitzar expressament la racionalitat de l'ésser humà. La seva teoria és més coneguda a Anglaterra i Europa que als Estats Units, i a fi d'entendre amb major amplitud la forma en què una persona interpreta al món, va desenvolupar la Prova de Repertori de Constructes de rols, coneguda en forma simple com la Prova Rep, bastant usada com a recurs d'avaluació en la Indústria. Avui dia alguns autors el consideren un protoconstructivista

## Obra
George Kelly no va ser un escriptor prolífic. Dos textos i al voltant d'una dotzena d'articles constitueixen la suma de les seves publicacions. La seva teoria bàsica es va publicar en una obra de dos volums anomenada The Psychology of Personal Constructs (1955).